# Slaget ved Shiloh
Slaget ved Shiloh er også kendt som slaget ved Pittsburg Landing og var et stort slag i det vestlige operationsområde i Den Amerikanske Borgerkrig. Det blev udkæmpet den 6. og 7. april 1862 i det sydvestlige Tennessee. En sydstatshær under generalerne Albert Sidney Johnston og P.G.T. Beauregard gennemførte et overraskelsesangreb på unionshæren under generalmajor Ulysses S. Grant og var tæt på at besejre ham.
På slagets første dag angreb sydstatshæren med det formål at presse unionshæren væk fra Tennesseefloden og ind i sumpene ved Owl Creek mod vest i et forsøg på at besejre Grants Tennessee-hær, inden den kunne forene sig med generalmajor Don Carlos Buells Ohio-hær. Under de heftige kampe lykkedes det i stedet for unionshæren at falde tilbage i retning af Pittsburg Landing mod nordøst. En stilling på en hulvej, kaldet Hvepsereden, blev længe forsvaret af mænd fra brigadegeneralerne Benjamin M. Prentiss's og W.H.L. Wallace's divisioner, hvilket gav den nødvendige tid til, at resten af Unionens front kunne stabiliseres under beskyttelse af talrige artilleribatterier.
General Johnston blev dræbt under den første dags kampe, og Beauregard, hans næstkommanderende, besluttede sig for ikke at angribe de sidste unionsstillinger den aften.
I løbet af aftenen og natten kom der forstærkninger fra general Buell, og det vendte strømmen den næste morgen, hvor han og Grant indledte et modangreb langs hele fronten. Sydstatshæren blev tvunget til at trække sig tilbage fra det indtil da blodigste slag i De Forenede Staters historie og måtte opgive håbet om at kunne blokere Unionens invasion af det nordlige Mississippi.

## Baggrund og de involverede styrker
Efter tabet af Fort Henry og Fort Donelson i februar 1862 trak sydstatsgeneralen Albert Sidney Johnston sine styrker tilbage til det vestlige Tennessee, det nordlige Mississippi og Alabama for at reorganisere dem. I begyndelsen af marts reagerede unionsgeneralen generalmajor Henry W. Halleck, som kommanderede styrkerne i det vestlige operationsområde, ved at beordre general Grant til at flytte sin hær op ad Tennessee floden (dvs. sydpå).
På grund af en stærk professionel og personlig uvilje mod Grant havde Halleck i første omgang udpeget generalmajor C.F. Smith til at lede ekspeditionen, mens Grant skulle forblive passiv ved Fort Henry, men efter at præsident Lincoln havde blandet sig, og Smith var blevet såret, fik Grant den fulde kommando tilbage.
Grants ordrer fra Halleck lød på at koble sig sammen med Buells Ohio-hær, som var undervejs fra Nashville, fortsætte sydpå i en fælles offensiv og erobre Memphis & Charleston Railroad, en meget vigtig forsyningslinie mellem Mississippidalen og Sydstaternes hovedstad Richmond i Virginia.
- Generalmajor
Ulysses S. Grant, USA
- Generalmajor
Don Carlos Buell, USA
- General
P.G.T. Beauregard, CSA
- General
Albert Sidney Johnston, CSA

Grants hær på 48.894 mænd bestod af 6 divisioner under generalmajorerne John A. McClernand, og Lew Wallace samt brigadegeneralerne W.H.L. Wallace, Stephen A. Hurlbut, William T. Sherman, og Benjamin Prentiss. Fem af divisionerne havde slået lejr på den vestlige bred af Tennessee floden. I løbet af krigen udviklede Grant et ry for at være mere optaget af sine egne planer end af fjendens. Lejren ved Pittsburg Landing var det sted, hvor denne manglende interesse fik de mest alvorlige konsekvenser. Hæren lå spredt i bivuakker, mange omkring en lille kirke ved navn Shiloh – det hebraiske navn for ”fredeligt sted” Kirken var blevet bygget i 1854 af Methodist Episcopal Church, South.
Mens hæren lå ved Pittsburg Landing, havde den travlt med træne de mange nye rekrutter, den havde modtaget, mens den ventede på Buell, og brugte ikke kræfter på at bygge befæstninger eller udføre andre defensive foranstaltninger . I sine erindringer reagerede Grant på den megen kritik af hans manglende befæstninger: ”Bortset fra det havde tropperne, der var hos mig, både officerer og mænd, behov for at lære disciplin og eksercits i højere grad, end de ville få med hakke, skovl og økse … under alle omstændigheder besluttede jeg, at eksercits og disciplin havde større værdi for vore tropper end fæstningsværker. " Lew Wallace's division lå 8 km nede ad floden ved Crump’s Landing, en position som var valgt med henblik på at forhindre sydstatshæren i at etablere flodbatterier og lave fremstød mod jernbanelinien ved Bethel Station.
Buell’s hær på 17.918 mænd var langt fra Shiloh dagen før slaget. Hans 4 divisioner blev ledet af brigadegeneralerne Alexander M. McCook, William "Bull" Nelson, Thomas L. Crittenden, og Thomas J. Wood.
På Sydstaternes side kaldte Johnston sin netop samlede styrke for Mississippi-hæren. Han samlede næsten 55.000 mænd omkring byen Corinth i Mississippi, ca. 30 km sydvest for Grant's stilling. Ud af disse afgik 44.699 fra Corinth den 3. april i håbet om at overraske Grant, inden Buell nåede frem. De blev organiseret i 4 store korps under kommando af:
- Generalmajor Leonidas Polk med to divisioner under brigadegeneral Charles Clarkog generalmajor Benjamin F. Cheatham
- Generalmajor. Braxton Bragg med to divisioner under brigadegeneralerne Daniel Ruggles og Jones M. Withers
- Generalmajor William J. Hardee med tre brigader under brigadegeneralerne Thomas C. Hindman, Patrick Cleburne og Sterling A. M. Wood
- Brigadegeneral John C. Breckenridge i reserve med tre brigader under obersterne Robert Trabue og Winfield S. Stratham, samt brigadegeneral John S. Bowen og tilknyttet kavaleri[10]

Aftenen før slaget var de to hære nogenlunde lige store, men sydstatshæren havde ringere våben, herunder haglbøsser, gamle glatløbede musketter og endda soldater med piker. De kom til slaget med meget lidt kamperfaring. Braxton Braggs mænd fra Pensacola og Mobile var de bedst trænede. Grants hær omfattede 32 ud af de 62 infanteriregimenter, som havde kamperfaring fra Fort Donelson. Halvdelen af hans artilleri og det meste af hans kavaleri havde også kamperfaring.
Johnstons næstkommanderende var P.G.T. Beauregard, som tilskyndede Johnston til ikke at angribe Grant. Han var bekymret for, at lyden af marcherende soldater og soldater, der prøveskød deres rifler efter to dage med regn, havde kostet dem overraskelsesmomentet. Johnston afslog Beauregards råd og sagde, at han ville angribe, om så der var en million på fjendens side. Trods Beauregards velfunderede betænkeligheder hørte unionsstyrkerne ikke lyden af en hær i anmarch og var ikke klar over, at fjenden slog lejr 5 km væk.
| „ | Under kampen i morgen skal vi kæmpe mod mænd af vort eget blod, mænd fra Vesten, som forstår at bruge skydevåben. Det vil blive en desperat kamp. | “ |
|   | — P.G.T. Beauregard |   |

Det var Johnstons plan at angribe Grants venstre fløj og afskære unionshæren fra støtte fra kanonbådene og fra at kunne trække sig tilbage ad Tennesee floden. I stedet skulle hæren presses vestpå ind i sumpene ved Snake og Owl Creeks hvor den kunne ødelægges. Angrebet var oprindelig planlagt til gennemførelse den 4. april, men blev forsinket i 48 timer. Derfor frygtede Beauregard igen, at overraskelsesmomentet var gået tabt og anbefalede tilbagetrækning til Corinth, men Johnston afviste igen at overveje tilbagetrækning.

## Slaget den 6. april

### Angrebet tidligt om morgenen
Klokken 6 om morgenen den 6. april var Johnstons hær opstillet i slagorden på begge sider af vejen fra Corinth. Rent faktisk havde hæren tilbragt hele natten i bivuak blot 3 km fra unionslejren uden at blive opdaget. Opmarchen og angrebet ved daggry skete med næsten total strategisk og taktisk overraskelse. Unionshæren havde næsten ingen patruljer ude til at give et forvarsel. Grant telegraferede aftenen før til Halleck: ”Jeg kan dårligt forestille mig, at et større angreb er under opsejling, men vil være parat, hvis noget sådant skulle indtræffe”. Grant var ikke så parat, som han hævdede. Sherman, som var Grants højestrangerende kommandør i lejren, troede ikke, at sydstatshæren overhovedet var i nærheden, og afviste at der kunne komme et angreb sydfra, idet han forventede, at Johnston med tiden ville angribe vestfra, fra Purdy. Tidligt om morgenen havde general Benjamin Prentiss sendt det 25. Missouri-infanteriregiment frem på rekognoscering, og de kom i kamp med fremskudte sydstatsposter kl. 5.15. Den hidsige kamp, som fulgte, hjalp en smule med at få unionstropperne til at indtage bedre positioner, men ledelsen af unionshæren gjorde ikke noget for at sikre en ordentlig forberedelse.
Sydstatstropperne blev ikke opstillet efter en slagplan, som Johnston og Beauregard var blevet enige om, og det betød, at angrebet ikke blev helt effektivt. Johnston havde telegraferet til præsident Jefferson Davis, at angrebet ville blive gennemført med “Polk til venstre, Bragg i centrum og Hardee til højre med Breckinridge i reserve." Hans strategi var at styrke angrebet på den højre flanke for at forhindre unionshæren i at nå tilbage til Tennessee floden, der var både dens forsyningslinie og retrætevej. Han gav Beauregard ordre om at blive i baggrunden og sørge for, at mænd og forsyninger blev sendt frem, mens han selv red frem til fronten og ledede angrebsstyrkerne. Hermed overlod han i praksis ledelsen af slaget til Beauregard, som havde en anden tanke, nemlig at angribe i tre bølger og presse unionshæren direkte mod øst ud i floden. Hardee og Braggs korps begyndte angrebet med deres divisioner på en linje, som var næsten 5 km lang. Efterhånden som enhederne gik frem, blev de blandet sammen og vanskelige at styre. Korpskommandører angreb på linje og uden reserver. Artilleri kunne ikke koncentreres og hermed frembringe et gennembrud. Ved 7.30 tiden beordrede Beauregard fra sin position bag fronten Polk og Breckenridges korps frem til venstre og højre for linjen, hvilket reducerede deres effektivitet. Resultatet blev, at angrebet blev gennemført, som om det var et frontalangreb udført af en enkelt samlet styrke, som både savnede den nødvendige dybde og vægt til at kunne fremtvinge en succes. Styring og kontrol i moderne form gik tabt ved begyndelsen af det første angreb.
- Generalmajor
Leonidas Polk, CSA
- Generalmajor
Braxton Bragg, CSA
- Generalmajor
William J. Hardee, CSA
- Brigadegeneral
John C. Breckinridge, CSA

### Sherman stabiliserer fronten
Angrebet var trods nogle begrænsninger voldsomt, og nogle af de mange uerfarne unionssoldater i Grants nye hær flygtede til floden for at komme i sikkerhed. Andre kæmpede godt, men blev tvunget til at trække sig tilbage stærkt presset og prøvede at danne nye forsvarslinjer. Mange regimenter gik helt i stykker, og kompagnier og delinger, som blev på slagmarken, knyttede sig til andre enheder. I denne periode blev Sherman, som havde været så efterladende ved forberedelsen af slaget, et af dets vigtigste elementer. Han dukkede op overalt langs sine linjer og inspirerede sine umodne rekrutter til at modstå det indledende angreb trods voldsomme tab på begge sider. Han fik to mindre sår og fik tre heste skudt væk under sig. Historikeren
James M. McPherson beskriver slaget som et vendepunkt i Shermans liv, som hjalp ham til at blive en af Unionens bedste generaler. Shermans division blev hårdest ramt af det indledende angreb, men trods kraftig ild mod dens stillinger og en højre fløj, som smuldrede, kæmpede de stædigt videre. Unionshæren blev langsomt trængt tilbage og faldt tilbage til en position bag Shiloh Church.
McClernands division stabiliserede stillingen midlertidigt. I det hele taget gjorde Johnstons styrker stadige fremskridt indtil middag og overløb Unionens stillinger én efter én.

### Grant reagerer
General Grant var denne morgen ca. 16 km nede ad floden på en kanonbåd ved Savannah. Den 4. april var han blevet kvæstet, da hans hest faldt, og han kom i klemme under den. Han var ved at komme sig og kunne ikke bevæge sig uden krykker. Han hørte lyden af artilleri og fór af sted til slagmarken, som han nåede omkring kl. 8.30. Han arbejdede febrilsk på at bringe nærliggende forstærninger frem: Bull Nelsons division, som lå på den anden side af floden og Lew Wallaces division fra Crump’s Landing. Disse forstærkninger kom ikke hurtigt frem, efter sigende på grund af nogle beslutninger, som blev taget af Wallace.
- Brigadegeneral
William T. Sherman, USA
- Brigadegeneral
John A. McClernand, USA
- Brigadegeneral
Benjamin Prentiss, USA
- Brigadegeneral
Lew Wallace, USA

### Lew Wallaces forsvundne division
Wallaces gruppe var blevet efterladt som reserve nær Crumps landing på et sted ved Stoney Lonesome bag Unionens linjer. Da sydstatshæren angreb, sendte Grant ordrer til Wallace om at bringe sine styrker frem til støtte for Sherman. Wallace tog en anden vej, end den Grant havde forventet (senere hævdede han, at Grants ordre havde været tvetydig). Da han nåede frem til det sted, hvor han regnede med, at Sherman skulle være, var Sherman i mellemtiden blevet presset tilbage. Ikke nok med det, fronten havde bevæget sig så langt, at Wallace nu var bag de fremrykkende sydstatsstyrker. En budbringer ankom med en meddelelse fra Grant om, at han undrede sig over, hvor Wallace var, og hvorfor han ikke var ankommet til Pittsburg Landing, hvor Unionen holdt fast. Wallace var forvirret. Han følte sig sikker på, at han kunne igangsætte et angreb fra dér, hvor han stod, og ramme sydstatshæren i ryggen. Efter krigen hævdede han, at hans division kunne have angrebet og besejret sydstatshæren, hvis ikke hans fremrykning var blevet bremset. Alligevel besluttede han at marchere tilbage til Stoney Lonesome.I stedet for at vende om marcherede han i en rundkreds, således at slagordenen var den samme, men vendt modsat. Wallace marcherede tilbage til Stoney Lonesome og derefter til Pittsburg Landing, hvor han ankom til Grants stilling omkring 18.30-19, da kampen praktisk taget var overstået. Grant var ikke tilfreds, og hans kommentarer til Wallaces kamprapport var tilstrækkeligt negativ til at skade Wallaces militære karriere alvorligt.

### Hvepsereden
Omkring kl. 9.00 etablerede mænd fra Prentiss’ og W.H.L. Wallaces divisioner en stilling, som blev kaldt Hvepsereden (Hornets Nest) på en mark langs med en vej, som nu populært kaldes hulvejen, selv om der ikke er meget i topografien, der begrunder navnet. Sydstatshæren angreb stillingen i flere timer frem for blot at omgå den og led store tab i disse angreb. Unionsstyrkerne til højre og venstre for Hvepsereden blev presset tilbage, og Prentiss’ stilling blev et fremspring på linjen. Koordinationen i stillingen var dårlig, og enheder trak sig tilbage alene baseret på deres egne kommandørers beslutning. Denne tendens voksede, da Wallace blev dødeligt såret, mens han havde kommandoen over den største gruppe tropper i stillingen. Regimenter gik i opløsning og kompagnier faldt fra hinanden. Det var imidlertid ikke, før angriberne samlede over 50 kanoner  til at beskyde stillingen, at det lykkes dem at omringe den, og Hvepsereden faldt efter at have holdt stand i 7 timer. En stor andel af de overlevende blev taget til fange, men deres offer gav Grant tid til at etablere en endelig forsvarslinie nær ved Pittsburg Landing.

### Johnstons død
En del af problemet med at håndtere Hvepsereden drejede sig om et andet tilbageslag for Syden. Johnston var blevet dødeligt såret omkring kl. 14.30 mens han anførte et angreb på Unionens venstre fløj. Han havde sendt sin personlige læge væk for at se til nogle sårede soldater, og mens lægen var borte, forblødte han af et sår i knæet, selv om det i begyndelsen ikke så alvorligt ud. Dette var et alvorligt tab for Sydstaterne. Jefferson Davis betragtede Albert Sidney Johnston som den mest effektive general, Sydstaterne rådede over. (Det var to måneder, før Robert E. Lee stod frem som den bedste sydstatsgeneral.) Beauregard overtog kommandoen, men fra sin position bag hæren kunne han kun have en vag ide om, hvorledes styrkerne var placeret ved fronten. Han beordrede, at Johnstons lig skulle tildækkes for at undgå at skade moralen og fortsatte derefter angrebene mod Hvepsereden. Dette var muligvis en taktisk fejl. Unionens flanker blev langsomt trukket tilbage for at danne en halvcirkel rundt om Pittsburg Landing, og hvis Beauregard havde koncentreret sine styrker mod disse flanker, kunne han måske have besejret unionshæren og derpå have taget Hvepsereden, når det passede ham.

### Forsvaret ved Pittsburg Landing
Unionens flanker blev presset tilbage, men ikke afgørende. Hardee og Polk fik Sherman og McClernand på Unionens højre side til at trække sig tilbage i retning af Pittsburg Landing og efterlod derved højre flanke af Hvepsereden åben. Straks efter Johnstons død angreb Breckinridge med sit korps, som havde ligget i reserve, på Unionens yderste venstrefløj og kastede den underbemandede brigade under oberst David Stuart tilbage. Dette åbnede en mulig vej bag om Unionens line og Tennessee floden. Imidlertid stoppede han op for at omgruppere og puste ud og valgte derefter at følge lyden af kanoner i retning af Hvepsereden, hvorved en mulighed blev tabt. Da Hvepsereden faldt, etablerede resten af unionsstyrkerne en solid 5 km lang front rundt om Pittsburg Landing, som strakte sig fra Tennessee floden og nordpå langs flodvejen og holdt derved en vej åben for Lew Walleces forsinkede division. Sherman havde kommandoen over højre fløj, McClernand over midten, og i venstre side var resterne af W.H.L. Wallaces, Hurlbuts og Stuarts divisioner blandet med tusinder af soldater, som havde forladt deres enheder. hvor de stimlede sammen på bakkerne. En brigade fra Buells hær, brigadegeneral Jacob Ammens brigade fra Bull Nelsons division, ankom i tide til at blive færget over floden og blive placeret ved enden af venstre fløj. Den defensive linje indeholdt mere end 50 kanoner.foruden flådens kanoner på floden (kanonbådene USS 'Lexington og USS Tyler). Et afsluttende angreb med to brigader under ledelse af brigadegeneral Withers forsøgte at bryde igennem fronten, men blev slået tilbage. Beauregard aflyste et yderligere forsøg efter kl. 18, da solen gik ned. Sydstatshærens plan var mislykkedes. De havde presset Grant mod øst til en defensiv stilling ved floden, ikke skubbet ham mod vest ud i sumpene.

### Afmatning om aftenen
Aftenen den 6. april var en deprimerende slutning på den første dag i et af de blodigste slag i USA’s historie.
Desperate skrig fra sårede og døende soldater i ingenmandsland kunne høres gennem hele natten i begge lejre. En tordenbyge passede hen over området, og den rytmiske beskydning fra Unionens kanonbåde gjorde natten til en jammerlig oplevelse for begge sider. En berømt historie sammenfatter Grants holdning til midlertidige tilbageslag og hans hang til offensiv handling. Sherman mødte Grant, som sad under et træ i ly for regnen. Han røg på en cigar´, mens han funderede over dagens tab og planlagde morgendagen. Sherman bemærkede: ”Nå Grant, det har været en forbandet dag, ikke sandt?”. Grant kiggede op: ”Jo”, svarede han og pustede røg ud, ”men i morgen slår vi dem”.
| „ | Hvis fjenden angriber os i morgen tidlig, får vi helvedes mange klø. | “ |
|   | — Nathan Bedford Forrest                                             |   |

Beauregard sendte et telegram til præsident Davis, hvor han skrev “En fuldstændig sejr”, og senere indrømmede han: ”Jeg troede, at jeg havde general Grant lige dér, hvor jeg gerne ville have ham og kunne slå ham endeligt den næste dag”. Mange af hans mænd var i højt humør efter at have indtaget Unionens lejre, taget tusinder af fanger og mange tons forsyninger.
Grant havde imidlertid god grund til at være optimistisk, idet Lew Wallaces division og 15.000 mænd fra Don Carlos Buells hær begyndte at ankomme i løbet af aftenen og Buells tropper var helt på plads kl. 4 om morgenen i tide til at kunne vende strømmen den næste dag. Beauregard afstedkom betydelig uenighed mellem historikere med sin beslutning om at standse angrebene ved solnedgang. Braxton Bragg og Sidney Johnstons søn oberst William Preston Johnston var blandt dem, som begræd den såkaldte ”mistede mulighed ved Shiloh”. Beauregard kom ikke frem til fronten for at vurdere unionslinjernes styrke, men blev ved Shiloh Church. Han så også bort fra efterretningsrapporter fra oberst Nathan Bedford Forrest (og praleri fra den fangne general Prentiss)) om, at Buells mænd ville krydse floden og forstærke Grant. Til støtte for hans beslutning tjener, at hans mænd var helt udmattede. Der var mindre end en times dagslys tilbage, og Grants overlegenhed i artilleri var formidabel. Han havde også modtaget en depeche fra brigadegeneral Benjamin Hardin Helm i det nordlige Alabama, som tydede på, at Buell marcherede i retning af Decatur i Alabama og ikke mod Pittsburg Landing.

## Slaget den 7. april
Den 7. april var den forenede unionshær på 45.000 mand. Sydstatshæren havde haft store tab de første dage, op mod 8.500, men på grund af efternølere og desertering rapporterede deres kommandører, at der reelt ikke var mere end 20.000. Efter krigen satte Buell spørgsmålstegn ved dette tal. Han hævdede, at der havde været 28.000. Sydstatssoldaterne havde trukket sig tilbage mod syd til Prentiss' og Shermans lejre og Polks korps trak sig helt tilbage til deres bivauk fra natten før 6,5 km sydvest for Pittsburg Landing. Der blev ikke opstillet en slaglinje, og få eller ingen enheder fik ny ammunition. Soldaterne var optaget af at finde mad, vand og ly inden en hårdt tiltrængt nats søvn.
Beauregard, som var uvidende om, at han nu var i undertal, planlagde at fortsætte angrebet og drive Grant i floden. Til hans overraskelse begyndte unionshæren at gå frem til et massivt modangreb ved daggry. Grant og Buell igangsatte deres angreb hver for sig, koordination skete kun på divisionsniveau. Lew Wallace’s division var den første, som kom i kamp på den yderste højre fløj af Unionens linje. Den overskred Tilghman Branch omkring kl. 7 og drev oberst Preston Ponds brigade tilbage. Til venstre for Wallace var resterne af Shermans division og dernæst McClernands og W. H. L. Wallaces division (nu under kommando af oberst James Tuttle). Buells divisioner fortsatte linjen mod venstre: Bull Nelsons, Crittendens, og McCooks. Sydstatshæren var så alvorligt sammenblandet, at der ikke var megen sammenhæng over brigadeniveau. Det tog to timer at finde general Polk og bringe hans division frem fra dens bivauk i sydvest. Klokken 10 havde Beauregard fået stabiliseret sin front med korpskommandørerne fra venstre til højre: Bragg, Polk, Breckinridge, og Hardee.
På Unionens venstre fløj ledte Nelsons division fremmarchen ned ad vejene til Corinth og Hamburg-Savannah fulgt tæt af Crittendens og McCooks divisioner. Efter hård kamp generobrede Crittendens division Hvepsereden sidst på morgenen, men Crittenden og Nelson blev begge kastet tilbage af beslutsomme modangreb fra Breckinridge. Unionens højrefløj gjorde stadige fremskridt og drev Bragg og Polk mod syd. Da Crittenden og McCook genoptog deres angreb, blev Breckenridge tvunget til at gå tilbage, og ved middag var Beauregards linje parallel med Hamburg-Purdy vejen.
Først på eftermiddagen igangsatte Beauregard en række modangreb fra området ved Shiloh Church for at sikre sig kontrollen over vejen til Corinth. Unionshæren blev midlertidigt drevet tilbage af disse angreb ved Water Oaks Pond. Crittenden forstærket af Tuttle tog vejkrydset mellem Hamburg-Purdy og East Corinth vejene og drev sydstatstropperne ind i Prentiss’ gamle lejr. Nelson genoptog sit angreb og tog højderne over Locust Grove Branch sidst på eftermiddagen. Beauregards sidste modangreb blev ramt i siden og kastet tilbage, da Grant flyttede James C. Veatch's brigade fremad.
Beauregard var klar over, at han havde mistet initiativet. Det kneb med ammunition og forsyninger, og over 10.000 mænd var dræbt, sårede eller savnede, så han vidste, at han ikke kunne gøre mere. Han trak sig tilbage fra Shiloh Church under dække af Breckingridges 5.000 mand og med alle kanoner placeret ved kirken og på bakkekammen syd for Shiloh Branch. Disse styrker fastholdt unionsstyrkerne på Corinth vejen indtil kl. 17, hvor sydstatshæren indledte et ordnet tilbagetog mod Corinth. De udmattede unionssoldater forfulgte ikke meget længere end til Sherman’s og Prentiss’s oprindelige lejre. Lew Wallaces division fortsatte videre end til Shiloh Branch, men da de ikke fik støtte fra andre enheder, stoppede de forfølgelsen, da det blev mørkt og returnerede til Shermans lejr. Slaget var ovre.
I lang tid herefter skændtes Grant og Buell om Grants beslutning om ikke at iværksætte en øjeblikkelig forfølgelse, da der var en times dagslys tilbage. Grant pegede på troppernes udmattelse, selv om tropperne på den anden side var mindst lige så trætte. En del af Grants tøven med at handle kunne skyldes det usædvanlige kommandoforhold, han havde til Buell. Selv om Grant havde den højeste rang og teknisk set havde kommandoen over begge hære, gjorde Buell det helt klart, at i de to dage handlede han uafhængigt.

## Nedfaldet tømmer, den 8. april
Den 8. april sendte Grant Sherman sydpå ad Corinth vejen for at undersøge, om sydstatshæren havde trukket sig tilbage eller blot omgrupperede sig. Grants hær havde ikke tilstrækkeligt store kavalerienheder til rådighed, selv om de ville have været bedre til rekognoscering og forfølgelse af en retirerende hær. Sherman marcherede af sted med to brigader fra sin division sammen med to bataljoner kavaleri og Thomas J. Woods division fra Buells hær. 10 km sydvest for Pittsburg Landing stødte de på en rydning, hvor der var opstillet en betydelig lejr, som bl.a. omfattede et felthospital. Lejren blev beskyttet af 300 kavalerister under oberst Nathan Bedford Forrest. Vejen hen til rydningen var i en længde af 200 meter dækket af fældede træer.
Da en skyttekæde fra 77. Ohio infanteri kæmpede sig igennem de fældede træer, gik Forrests kavaleri til angreb, og det afstedkom et vildt håndgemæng med sydstatstropper, der skød med haglbøsser og revolvere og svingede med sabler, hvilket nær havde resulteret i, at Sherman var blevet taget til fange. Da oberst Jesse Hildebrands brigade gik i gang med at danne linje , begyndte sydstatssoldaterne at trække sig tilbage, og Forrest, som var et godt stykke foran sine mænd, opdagede først i sidste øjeblik, at han var alene. Shermans mænd råbte: ”Dræb ham, dræb ham og hans hest ” En unionssoldat pressede sin musket ind i siden på Forrest, skød og ramte ham med en kugle, som gik ind over hoften og ud gennem ryggen. Selv om han var alvorligt såret, lykkedes det ham at blive på hesten og undslippe. Han overlevede både sine sår og krigen.
Unionsstyrkerne mistede omkring 100 mand, de fleste som tilfangetagne under Forrests angreb. Efter at have erobret Sydstaternes felthospital stødte Sherman på det bagerste af Breckinridge's dækningsstyrke, og efter at have konstateret, at fjenden ikke gjorde tegn til at ville genoptage angrebene, trak han sig tilbage til lejren.

## Efter slaget
Straks efter slaget kritiserede aviserne i Nordstaterne Grant kraftigt for hans adfærd under slaget den 6. april. Journalister, mange af dem langt væk fra slaget, spredte en historie om at Grant havde været fuld, og hævdede ganske usandt at det havde været årsagen til, at mange af hans mænd var blevet stukket ned af bajonetter i deres telte, som følge af at lejren ikke var sikret mod angreb. Selv om Unionen havde sejret, gik det ud over Grants rygte i den offentlige mening i Nordstaterne. Mange gav Buell æren for at have taget kontrollen over Unionens styrker og have ledt dem til sejr den 7. april. Det Hvide Hus blev overdænget med krav om, at Grant skulle fjernes. Abraham Lincoln svarede med et af sine mest berømte citater om Grant: ”Jeg kan ikke undvære ham, han kæmper”. Sherman blev øjeblikkets helt. Hans fasthed under angrebet opvejede hans tidligere melankoli og hans fejltagelser før slaget.
I dag anerkendes Grant for, at han kunne holde hovedet koldt under stress og for hans evne til at se det større taktiske billede, som i sidste ende resulterede i Unionens sejr på andendagen.
Alligevel gik det kortvarigt ud over Grants karriere efter slaget ved Shiloh. Henry W. Halleck samlede og reorganiserede sine hære og benyttede chancen til at degradere Grant til den betydningsløse stilling som sin næstkommanderende.
I slutningen af april og maj bevægede unionshærene sig meget langsomt frem under Hallecks personlige ledelse til Corinth og erobrede den, mens en amfibiestyrke på Mississippifloden ødelagde Sydstaternes flådestyrker på floden og erobrede Memphis.
Halleck blev forfremmet til chef for alle unionens hære, og med hans afgang østpå fik Grant igen kommandoen. Grant pressede på ned ad Mississippi floden for at indtage Vicksburg. Efter at Vicksburg havde overgivet sig, og Port Hudson var faldet i sommeren 1863, var Mississippi floden under Unionens kontrol, og Konføderationen skåret midt over. Ledelsen af sydstatshæren overgik til Braxton Bragg, som blev udnævnt til fuld general den 6. april 1862. I slutningen af året anførte han en fejlslagen invasion af Kentucky, som kulminerede i hans tilbagetrækning efter slaget ved Perryville.
Todagesslaget ved Shiloh var det blodigste i Amerikas historie indtil da. Det resulterede i nederlag til sydstatshæren og kuldkastede Johnstons planer om at forhindre de to nordstatshære i at forenes. Unionens tab var på 13.047 (1.754 døde, 8.408 sårede og 2.885 fangne og savnede); Grants hær bar hovedparten af de to kampdages tab med 1.513 dræbte, 6,601 sårede og 2.830 savnede eller tilfangetagne. Sydstaternes tab var på 10.699 (1.728 døde, 8.012 sårede og 959 savnede eller tilgangetagne).
Denne sum på 23.746 var større end de samlede amerikanske tab under hele Den Amerikanske Uafhængighedskrig, Krigen i 1812 og den Mexicansk-amerikanske krig tilsammen. Grant blev klar over, at hans tro på, at et stort slag kunne afslutte krigen formentlig ikke ville blive opfyldt. Krigen ville fortsætte med store tab i menneskeliv og materiel, indtil Sydstaterne brød sammen eller Unionen blev splittet. Grant lærte også en værdifuld personlig lektie om at være forberedt, som han de fleste gange huskede på i resten af krigen.

## Supplerende læsning
- Frank, Joseph Allan, and Reaves, George A., Seeing the Elephant: Raw Recruits at the Battle of Shiloh, University of Illinois Press reprint, 2003, ISBN 0-252-07126-3.
- McDonough, James Lee, Shiloh: In Hell before Night, University of Tennessee Press, 1977, ISBN 0-87049-232-2.
- Reasoner, James, Shiloh, Cumberland House, 1999, ISBN 1-58182-248-0.
- Reed, David W., The Battle of Shiloh and the Organizations Engaged, 2nd edition, U.S. Government Printing Office, 1909.
- Smith, Timothy B., The Untold Story of Shiloh: The Battle and the Battlefield, University of Tennessee Press, 2006, ISBN 978-1-57233-466-3.